# Террейру-ду-Пасу (станція метро)
38°42′26″ пн. ш. 9°8′1″ зх. д. / 38.70722° пн. ш. 9.13361° зх. д.
Терр́ейру-ду-П́асу (порт. Terreiro do Paço) — станція Лісабонського метрополітену. Знаходиться у центральній частині міста Лісабон, Португалія. Розташована на Синій лінії (або Чайки), між станціями «Байша-Шіаду» та «Санта-Аполонія». Станція однопрогінна мілкого закладення, з береговими платформами. Введена в експлуатацію 19 грудня 2007 року . Розташована в першій зоні, вартість проїзду в яку становить 0,75 євро. Назва станції походить від місцевості, де вона локалізована, — «Террейру-ду-Пасу».

## Опис
Архітектура станції має багато спільного з архітектурою сусідньої станції «Санта-Аполонія» (були відкриті в один і той же день в рамках розширення Синьої лінії у східному напрямі). Архітектор — Artur Rosa, художні роботи виконав — João Rodrigues Vieira. Станція має центральний вестибюль, що знаходиться під землею та має три виходи на поверхню (планується відкриття четвертого, що з'єднуватиме з однойменним річковим вокзалом), а також ліфт для людей з фізичним обмеженням. Це одна з найсучасніших станцій метро у місті, яку було відкрито через 11 років після початку будівництва. Початковий проект передбачав відкриття станції ще до EXPO'98. Ця затримка головним чином була пов'язана із рівнем ґрунтових вод нижньої частини міста. У 2000 році, коли закінчення об'єкта планувалось у трирічний термін, у тунелях почала з'являтись вода у загрозливих кількостях, що і спричинило відставання від графіку. На станції заставлено тактильне покриття. 

## Режим роботи[5]
Відправлення першого поїзду відбувається з кінцевих станцій лінії:
- ст. «Амадора-Еште» — 06:30
- ст. «Санта-Аполонія» — 06:30

Відправлення останнього поїзду відбувається з кінцевих станцій лінії:
- ст. «Амадора-Еште» — 01:00
- ст. «Санта-Аполонія» — 01:00

## Галерея зображень

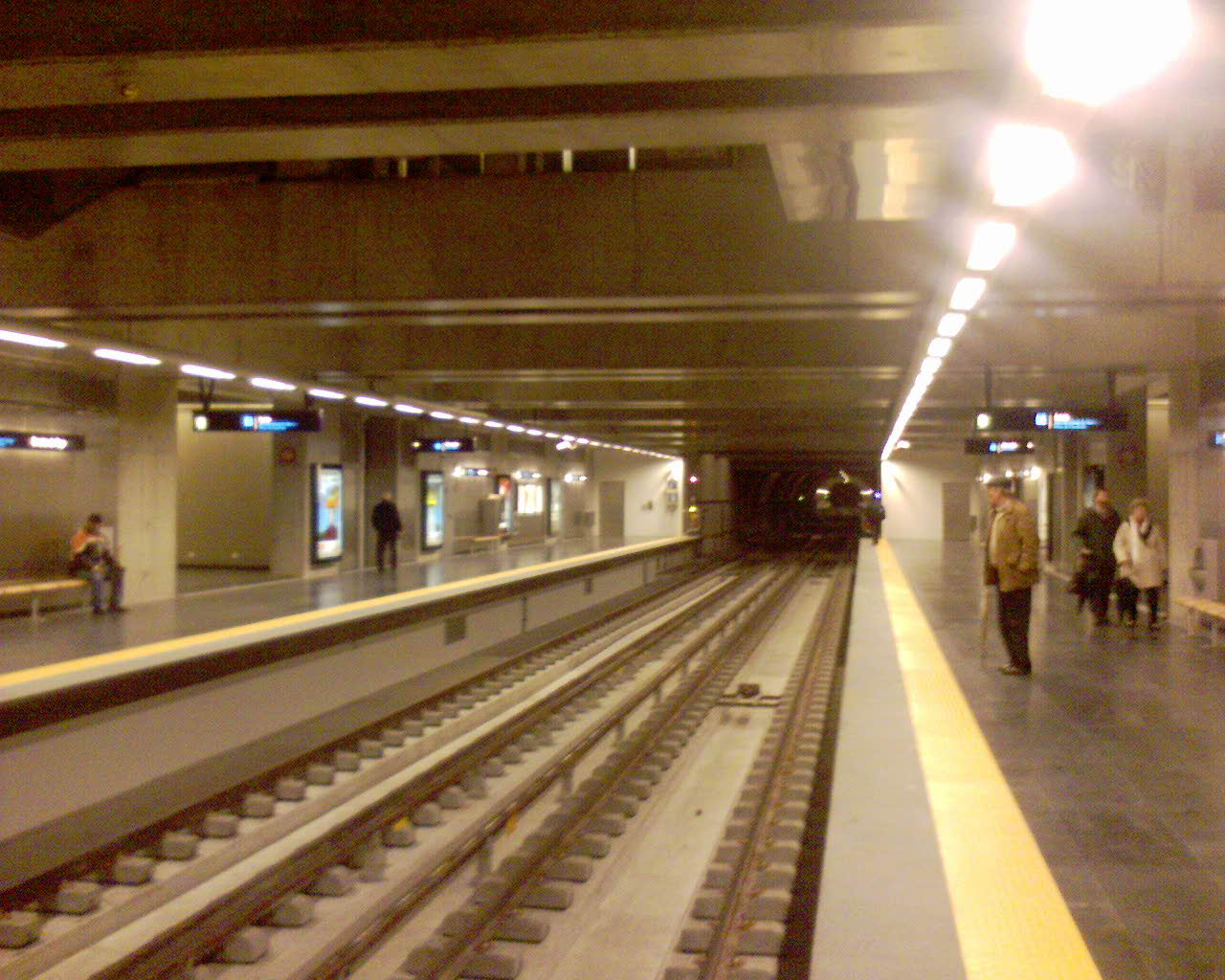
Вигляд головної зали станції
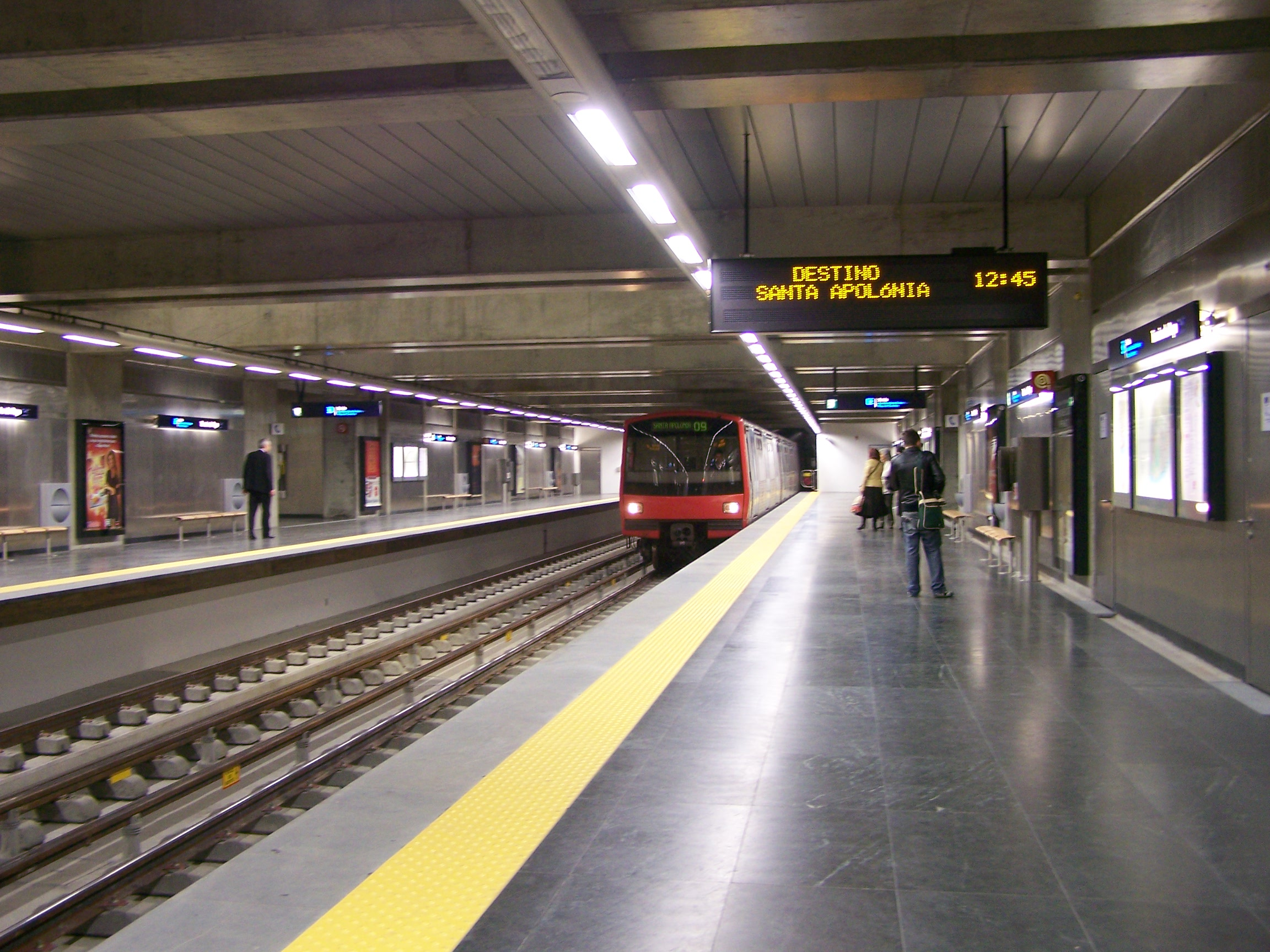
Прибуття поїзда
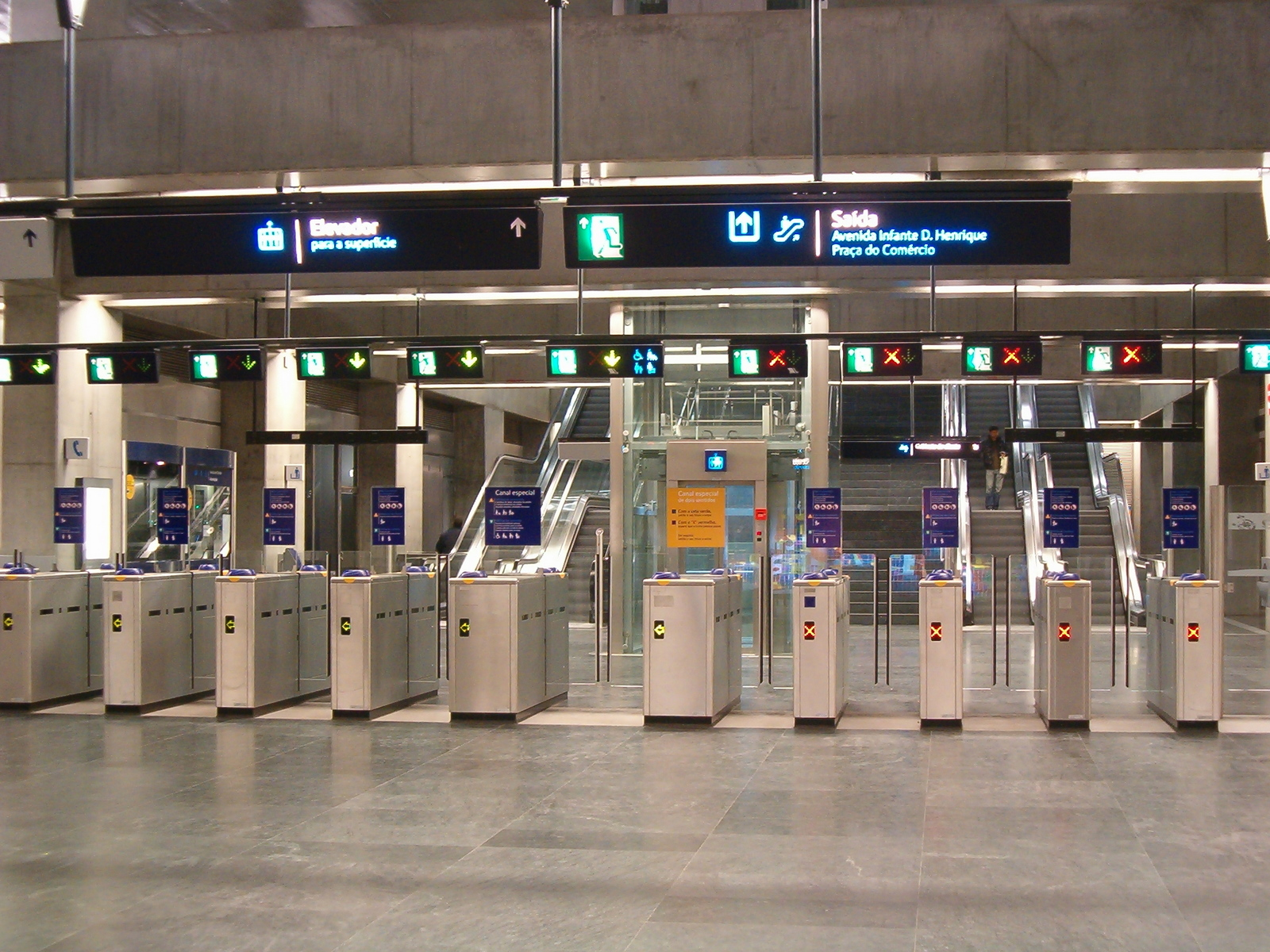
Пропускні турнікети у вестибюлі станції
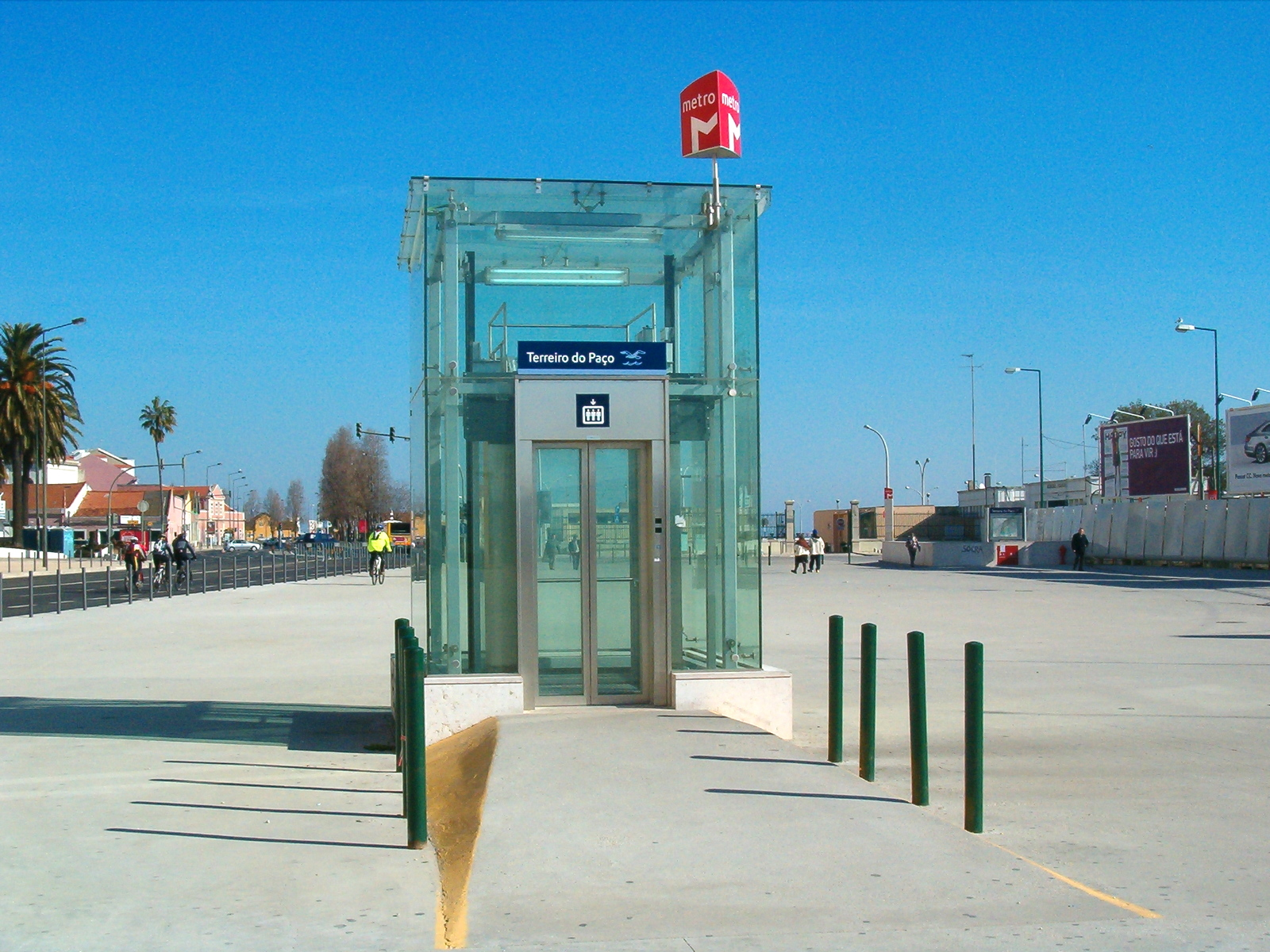
Ліфт, що веде до станції з вулиці